# Crocidura trichura
Crocidura trichura is een zeer zeldzame spitsmuis uit het geslacht Crocidura die voorkomt op Christmaseiland, een Australisch eiland in de Indische Oceaan. Deze soort wordt soms beschouwd als een ondersoort van de Aziatische Crocidura attenuata, maar morfologische verschillen en de grote afstand tussen deze soorten wijzen erop dat het om een aparte soort gaat.
Toen de eerste bewoners op het eiland arriveerden, aan het eind van de 19e eeuw, kwam C. trichura nog algemeen voor op het hele eiland, zowel op de hogere delen van het eiland als bij de zeekust. Daarna werd hij echter snel zeldzamer; na 1908 werd hij niet meer gevonden. Sindsdien werd deze spitsmuis als uitgestorven beschouwd, tot er in 1985 weer twee exemplaren werden gevonden. Sindsdien zouden er nog enkele keren spitsmuizen zijn gezien op het eiland, maar dat kon nooit worden bevestigd. De soort is nu ofwel extreem zeldzaam, ofwel al uitgestorven. Het is niet bekend waarom de soort zo zeldzaam is geworden. Mogelijke oorzaken zijn een ziekte, de introductie van de gekke gele mier (Anoplolepis gracilipes), vernietiging van zijn habitat, veranderingen in het regenwoud door de uitsterving van de twee ratten van het eiland, Rattus macleari en Rattus nativitatis, predatie door geïntroduceerde roofdieren als de kat, een kleine, kwetsbare populatie, sterfte in het verkeer en bosbranden.
De soort zoekt beschutting in holen in rotsen of boomwortels en eet kleine kevers. Het dier maakt een vreemd trillend, piepend geluid, dat toen de soort nog algemeen was overal in het regenwoud kon worden gehoord. Deze spitsmuis heeft een licht- of roodbruine tot grijze vacht en weegt 4,5 tot 6,0 g.
aleksandrisi ·
allex ·
andamanensis ·
ansellorum ·
arabica ·
arispa ·
armenica ·
attenuata ·
attila ·
baileyi ·
baluensis ·
batakorum ·
batesi ·
beatus ·
beccarii ·
bottegi ·
bottegoides ·
brunnea ·
buettikoferi ·
caliginea ·
canariensis ·
caspica ·
cinderella ·
congobelgica ·
crenata ·
crossei ·
cyanea ·
denti ·
desperata ·
dhofarensis ·
dolichura ·
douceti ·
dsinezumi ·
eisentrauti ·
elgonius ·
elongata ·
erica ·
fischeri ·
flavescens ·
floweri ·
foetida ·
foxi ·
fuliginosa ·
fulvastra ·
fumosa ·
fuscomurina ·
glassi ·
gmelini ·
goliath ·
gracilipes ·
grandiceps ·
grandis ·
grassei ·
grayi ·
greenwoodi ·
harenna ·
hildegardeae ·
hilliana ·
hirta ·
hispida ·
horsfieldii ·
hutanis ·
indochinensis ·
jacksoni ·
jenkinsi ·
jouvenetae ·
katinka ·
kegoensis ·
kivuana ·
lamottei ·
lanosa ·
lasiura ·
latona ·
lea ·
lepidura ·
leucodon ·
levicula ·
littoralis ·
longipes ·
lucina ·
ludia ·
luna ·
lusitania ·
macarthuri ·
macmillani ·
macowi ·
malayana ·
manengubae ·
maquassiensis ·
mariquensis ·
maurisca ·
maxi ·
mindorus ·
miya ·
monax ·
monticola ·
montis ·
muricauda ·
musseri ·
mutesae ·
nana ·
nanilla ·
negligens ·
negrina ·
nicobarica ·
nigeriae ·
nigricans ·
nigripes ·
nigrofusca ·
nimbae ·
niobe ·
obscurior ·
olivieri ·
orientalis ·
orii ·
pachyura ·
palawanensis ·
panayensis ·
paradoxura ·
parvipes ·
pasha ·
pergrisea ·
phaeura ·
phuquocensis ·
picea ·
pitmani ·
planiceps ·
poensis ·
polia ·
pullata ·
raineyi ·
ramona ·
rapax ·
religiosa ·
rhoditis ·
roosevelti ·
russula ·
selina ·
serezkyensis ·
shantungensis ·
sibirica ·
sicula ·
silacea ·
smithii ·
sokolovi ·
somalica ·
stenocephala ·
suaveolens ·
susiana ·
tanakae ·
tansaniana ·
tarella ·
tarfayensis ·
telfordi ·
tenuis ·
thalia ·
theresae ·
thomensis ·
trichura ·
turba ·
ultima ·
usambarae ·
viaria ·
virgata ·
voi ·
vorax ·
vosmaeri ·
watasei ·
whitakeri ·
wimmeri ·
wuchihensis ·
xantippe ·
yankariensis ·
zaitsevi ·
zaphiri ·
zarudnyi ·
zimmeri ·
zimmermanni